# الجامعة الكاثوليكية في ليون
جامعة ليون الكاثوليكية، والمعروفة أيضًا باسم معهد ليون الكاثوليكي ( بالفرنسية: Institut Catholique de Lyon)، هي جامعة خاصة مقرها في ليون وآنسي، في فرنسا.

## التاريخ
تقع جامعة ليون الكاثوليكية عند التقاء نهري ساون والرون في وسط ليون منذ تأسيسها. بدأ إنشائها في عام 1875 من قبل الكاثوليك العلمانيين بعد إقرار قانون بشأن حرية التعليم العالي. بدأت الفصول الافتتاحية في عام 1875.
منذ عام 2005، تقع الجامعة الكاثوليكية في ليون في حرمين جامعيين قريبين من بعضهما البعض في وسط المدينة:
يضم حرم كارنو كلية اللاهوت والعلوم الدينية، وكلية الفلسفة وعلم النفس والتربية، وكلية اللغات الحديثة والأدب بما في ذلك كلية ايستري (ESTRI) للترجمة والعلاقات الدولية.
يضم حرم سانت بول كلية العلوم القانونية والسياسية والاجتماعية، وكلية العلوم والتقنيات الحيوية، وكلية ليون للأعمال، جنبًا إلى جنب مع مديرية الجامعة وإدارة الجامعة والخدمات الجامعية المركزية وقسم العلوم الإنسانية ومعهد "ليون بوليتكنيك".
تقع الجامعة في الآن في ثلاثة فروع جامعية، اثنان من الفروع يقعان في قلب مدينة ليون (كارنو / سانت بول) والآخر في آنسي، والذي تم افتتاحه في بداية العام الدراسي 2020.
الجامعة الكاثولوكية في ليون هي منظمة غير ربحية مُنحت صفة مؤسسة التعليم العالي الخاصة ذات المصلحة العامة من قبل الحكومة الفرنسية، وعلى هذا النحو، فهي تساهم في تقديم الخدمة العامة للتعليم العالي.
رئيس الجامعة منذ سبتمبر 2019 هو اللاهوتي أوليفييه أرتوس.
تقدم الجامعة دبلومًا مدعومًا من الحكومة في الحرية الدينية والعلمانية، وهو مصمم خصيصًا للأئمة المسلمين الأجانب؛ ومع ذلك، لا يوجد عدد كافٍ من الأشخاص يلتحقون بها.

## حقائق وأرقام
- 11700 طالب منهم 2100 من الخارج
- 340 هيئة تدريسية دائمة
- 262 موظفا إداريا
- 6 كليات
- 5 كليات مهنية

## أنواع المقررات
تقدم الجامعة ثلاثة أنواع من المقررات.
- المقررات الجامعية التقليدية في ست كليات:
  - كلية العلوم القانونية والسياسية والاجتماعية
  - كلية الفلسفة وعلم النفس والتربية
  - كلية اللاهوت والعلوم الدينية (اللاهوت، دراسات الأديان...)
  - كلية العلوم (علوم الأحياء، العلوم البيولوجية والطبية...)
  - كلية اللغات الحديثة والأدب (الأدب الفرنسي، التواصل بين الثقافات الدولية، الترجمة، التاريخ، العلوم السياسية)
- المقررات الموجهة مهنيا في "كلياتها المهنية":
  - كلية إدارة الأعمال
  - كلية للترجمة والعلاقات الدولية
  - كلية الجودة والسلامة البيئية
  - كلية الهندسة للتكنولوجيا الحيوية
  - كلية لفنيي المختبرات الطبية
- مقررات محددة في مراكز التدريب والمختبرات البحثية:
  - معهد اللغة والثقافة الفرنسية
  - معهد بيير غارديت، الذي يروج للغات وثقافات منطقة الرون ألب
  - معهد ليون لحقوق الإنسان
  - المعهد الرعوي للدراسات الدينية
  - معهد المجتمع والأسرة
  - المركز الدولي لدراسات التنمية المحلية

## مكتبة الجامعة
تحتوي مكتبة هنري دي لوباك الرئيسية على 400 ألف كتاب و2000 مجلة في مجالات الفلسفة والتاريخ والأدب والعلوم الإنسانية والعلوم الطبيعية واللاهوت.
تنتمي المكتبة إلى شبكة "الخدمة الجامعية للتوثيق" التي ترتبط مع حوالي 3000 مكتبة في أماكن أخرى في فرنسا.

## أنظر أيضا
- التعليم في فرنسا
- قائمة الجامعات الحديثة في أوروبا (1801-1945)

## روابط خارجية
- باللغة الفرنسية الموقع الرسمي